# گرگور فیشر
گرگور فیشر (انگلیسی: Gregor Fisher؛ زادهٔ ۲۲ دسامبر ۱۹۵۳) بازیگر و کمدین اهل بریتانیا است. از فیلم‌هایی که وی در آن نقش داشته است، می‌توان به در واقع عشق، هزار و نهصد و هشتاد و چهار، هدف وحشی، باز هم این دختر شروع کرد، دادگاه جزا و تاجر ونیزی اشاره کرد.